# Ариэльский университет
Ариэ́льский университет (ивр. אוניברסיטת אריאל בשומרון‎) — израильский университет, расположенный в городе Ариэль в Самарии на Западном берегу реки Иордан. Основанное в 1982 году учебное заведение проделало путь от небольшого колледжа к университету, в котором в 2023 году обучалось и было занято научными исследованиями свыше 15 тысяч студентов и работало около 500 штатных профессоров-преподавателей. Кампус университета объединяет все слои израильского общества — евреев и арабов, светских и религиозных, уроженцев страны и репатриантов — и студентов из стран диаспоры.

## Факультеты и академические школы
Университет включает восемь факультетов и академических школ:
- инженерный факультет
- факультет естественных наук
- факультет социальных и гуманитарных наук
- медицинская школа
- школа наук о здоровье
- школа архитектуры
- школа коммуникаций
- школа компьютерных технологий.

В июле 2018 года Совет по высшему образованию принял решение об открытии в университете медицинского факультета.

## Исследовательские центры и лаборатории
Университет включает следующие исследовательские центры и лаборатории:

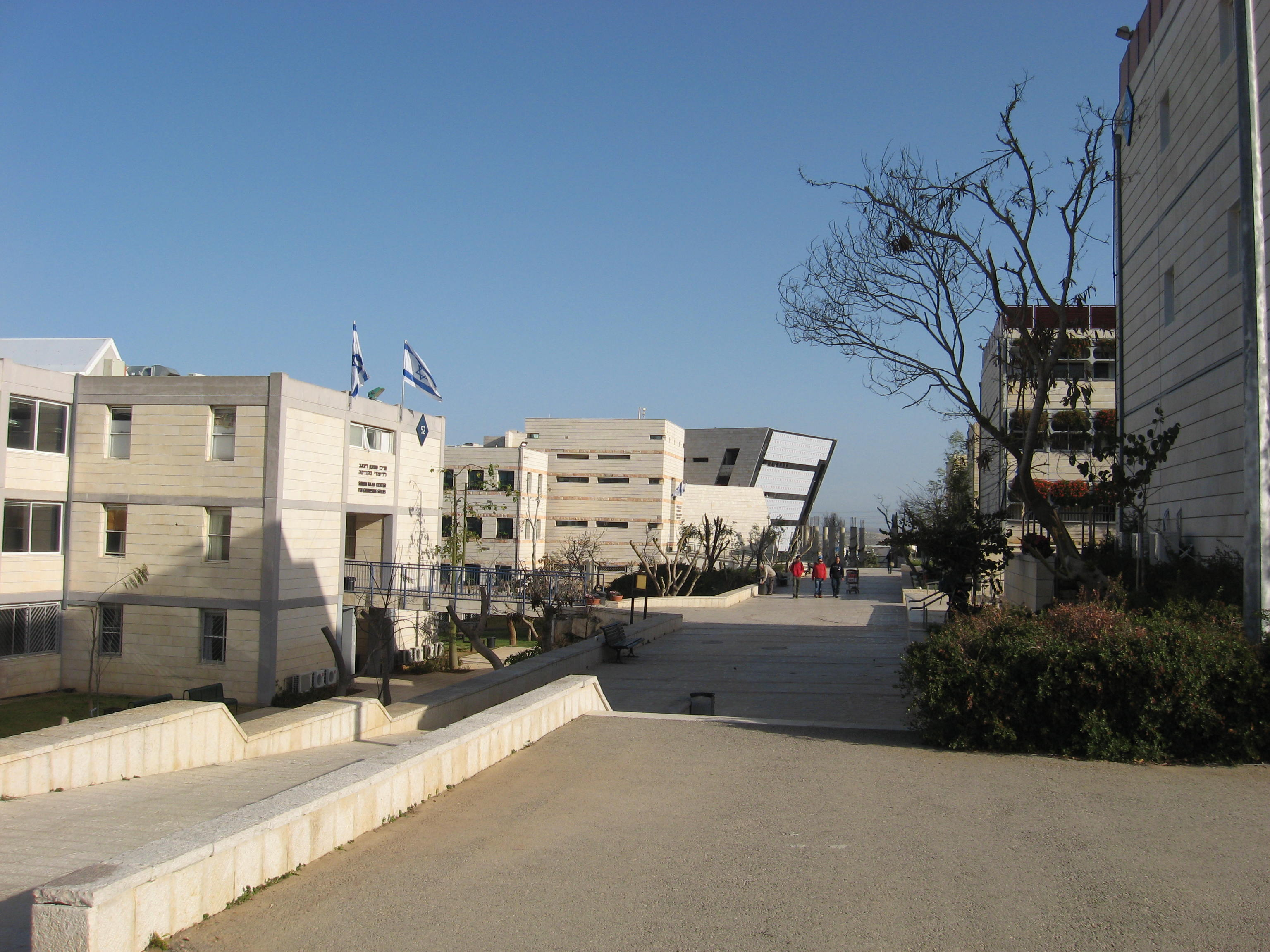
Нижний кампус университета

- Национальный центр по радиационным источникам (FEL)
- Центр по радиационной защите в медицинской физике (SAS MRPTIRC)
- Центр материаловедения
- Центр комплексных исследований в области науки о мозге (IBSCA)
- Исследования и разработки в области робототехники
- Ариэльский центр прикладных исследований рака (Acacr)
- Ариэльский центр биомеханики (ABmC)
- Ариэльский центр кибертехнологий
- Центр по исследованиям и разработкам в области внутренней безопасности
- Израильский национальный центр стратегических оценок (INSAC)
- Исследовательский центр в области экономики и политики управления
- Институт по изучению новых медиа, политики и общества
- Центр права и СМИ
- Ариэльский центр по вопросам обороны и массовых коммуникаций (ARCDC)
- Институт исследования еврейских общин Кавказа и Центральной Азии
- Региональный центр исследования и развития Самарии и Иорданской долины
- Центр по интегрированным энергосистемам
- Междисциплинарная лаборатория кинематики и вычислительной геометрии (KCG)

## Проект МАСА Atzil
Проект МАСА Atzil предоставляет молодым людям из стран Диаспоры возможность учиться в Ариэльском университете в течение одного семестра или года в рамках одной из образовательных программ проекта. Этот проект является совместной инициативой организации Натив, Ариэльского университета и израильских культурных центров.

## История

### Колледж
Ариэльский университет начал свой путь в 1982 году (согласно некоторым источникам в 1983 году), когда в посёлке Кдумим был основан Колледж Иудеи и Самарии. Инициаторами создания были жители посёлка Цви и Рахель Слоним, а его движущей силой — профессора Исраэль Эльдад, Йосеф Бен-Шломо, Йехуда Фридлендер, Йосеф Недава, Менахем Харель, Эзра Зохар и другие. На церемонии закладки кампуса колледжа присутствовал четвёртый президент Израиля Эфраим Кацир, который к тому времени вернулся к научной работе.
По предложению тогдашних министра науки Юваля Неэмана и министра финансов Игаля Коэн-Оргада в стенах Колледжа Иудеи и Самарии был создан научно-исследовательский институт, проекты которого курировались различными израильскими университетами. Впоследствии Игаль Коэн-Оргад возглавил исполнительный комитет колледжа, а затем стал первым канцлером Ариэльского университета.
Педагогическая деятельность колледжа велась под эгидой и контролем Университета имени Бар-Илана. Опека университета продолжалась до 2004 года, когда колледж стал самостоятельным учебным заведением.
В первые годы колледж действовал как региональная академическая школа. Начиная с 1987 года, он превратился во всеизраильское учебное заведение, и туда приезжали учиться студенты со всех концов страны. При колледже также начало действовать подготовительное отделение («мехина») для подготовки к поступлению и продолжения учёбы в нём, что привлекало туда новых репатриантов.
В 1990 — 1991 годах колледж был переведён в город Ариэль. В 1991 году в нём впервые была проведена научная конференция «Исследования Иудеи и Самарии», которая впоследствии стала ежегодной. С 1992 года под эгидой колледжа начала действовать «технологическая теплица» (technological incubator), поддерживающая новаторские технологические идеи и инициативы. Программа «теплиц» курировалась Отделом главного ученого министерства промышленности и торговли.
В 1992 — 1993 годах в колледже были открыты два первых академических отделения — Электротехника и электроника и Химия с биотехнологическим уклоном.

### Академический колледж

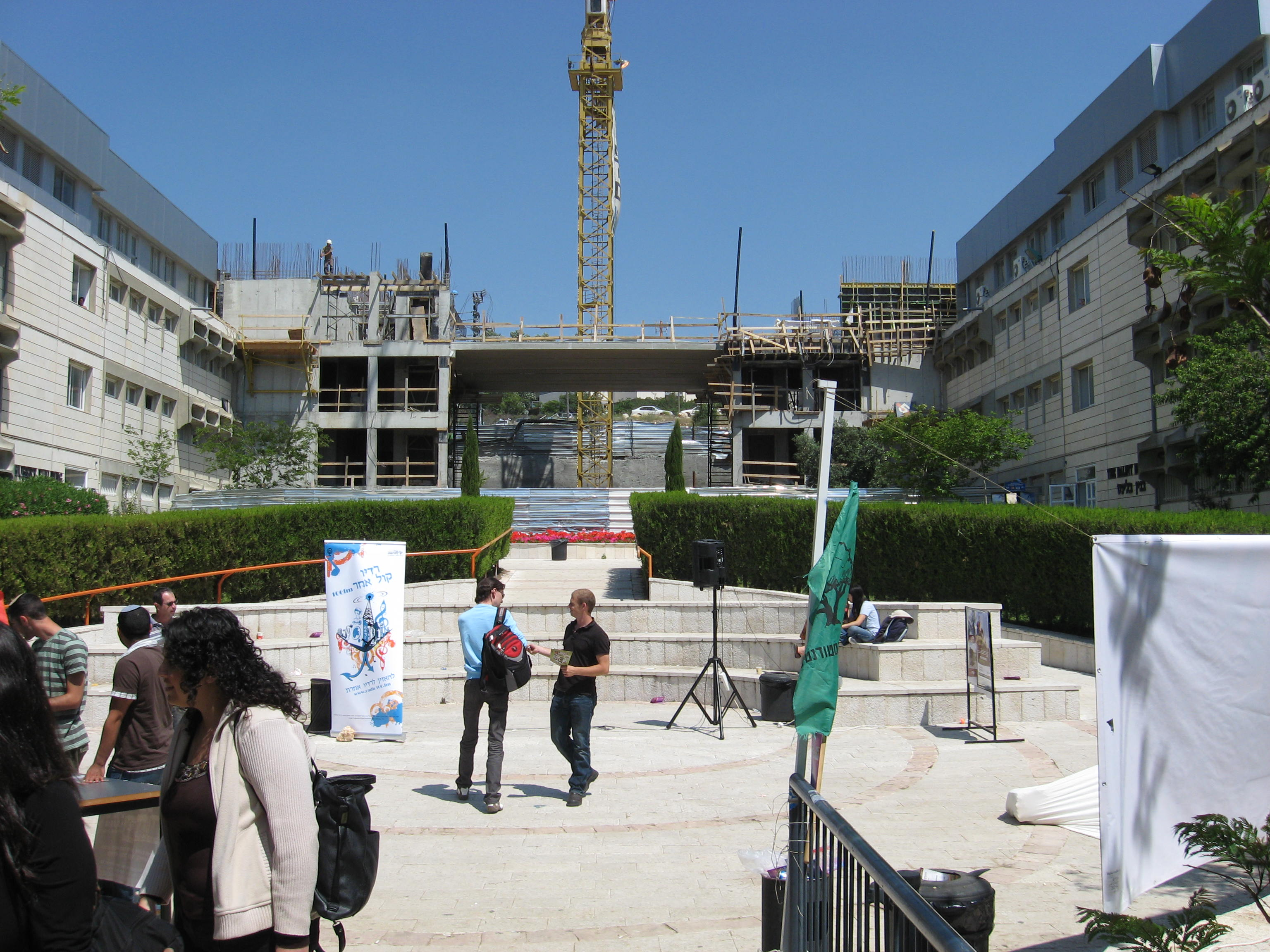
Возведение здания с аркой

Президентом колледжа был назначен профессор Дан Меирштейн. Он принял назначение после того, как его заверили в намерениях колледжа стать университетом, и занимал этот пост с 1995 по 2012 год.
После принятия поправки к Закону о Совете по высшему образованию в 1996 год колледж получил право присваивать выпускникам определённые академические степени, а также называться «Академический колледж Иудеи и Самарии».
В 2003 году 165 выпускников получили первую академическую степень, а всего в том году окончили колледж по разным специальностям более 700 студентов.
В мае 2005 года правительство Израиля приняло резолюцию, согласно которой возможность превращения Академического колледжа Иудеи и Самарии в университет может стать важным вкладом в дело образования, и уполномочило министра образования Лимор Ливнат проверить эту возможность. Совет по высшему образованию проверил намерение правительства и высказал мнение, что отсутствует академическая необходимость в создании нового университета в ближайшие 5 лет.
В 2006 — 2007 годах колледж открыл два новых академических отделения: отделение массовых коммуникаций и отделение медицинской физики.

### Университетский центр

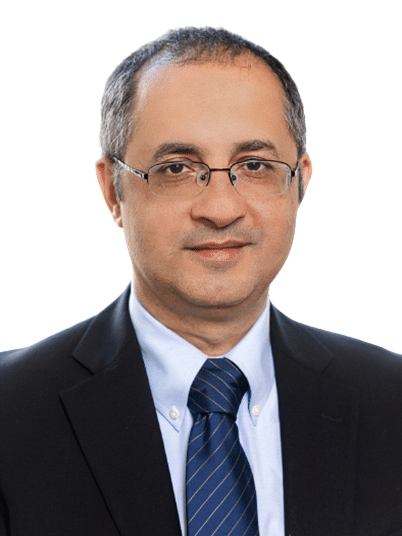
Профессор Альберт Пинхасов, ректор

Совет по высшему образованию Иудеи и Самарии, учреждённый премьер-министром Ицхаком Рабиным в начале 1990-х, предоставил колледжу временное признание в качестве «университетского центра» с 2007 года на период 5 лет, и название учебного заведения было изменено на «Ариэльский университетский центр Самарии». Позднее это признание было утверждено командующим Центрального военного округа.

### Университет
На основании результатов проверки готовности Ариэльского университетского центра в июле 2012 года Совет по высшему образованию Иудеи и Самарии признал его университетом. Премьер-министр Биньямин Нетаньяху поздравил мэра Ариэля Рона Нахмана с решением Совета и сказал, что это решение является праздником для Ариэля и для высшего образования в Израиле.
После проверки решения о признании университета юридическим советником правительства и получения указаний от министра обороны, командующий военным округом, в котором находится Ариэль, окончательно утвердил статус нового университета. Это произошло 24 декабря 2012 года, и эта дата является днём признания Ариэльского университета.
В 2011—2016 годах на территории кампуса университета было построено четыре новых здания, используемых в качестве классных комнат, лабораторий и библиотеки.
В 2020 году Сенат Ариэльского университета избрал профессора Альберта Пинхасова ректором университета. Он сменил профессора Михаила (Михаэля) Зиниграда, занимавшего пост вице-президента по академическим вопросам, а впоследствии – ректора с 2008 года.

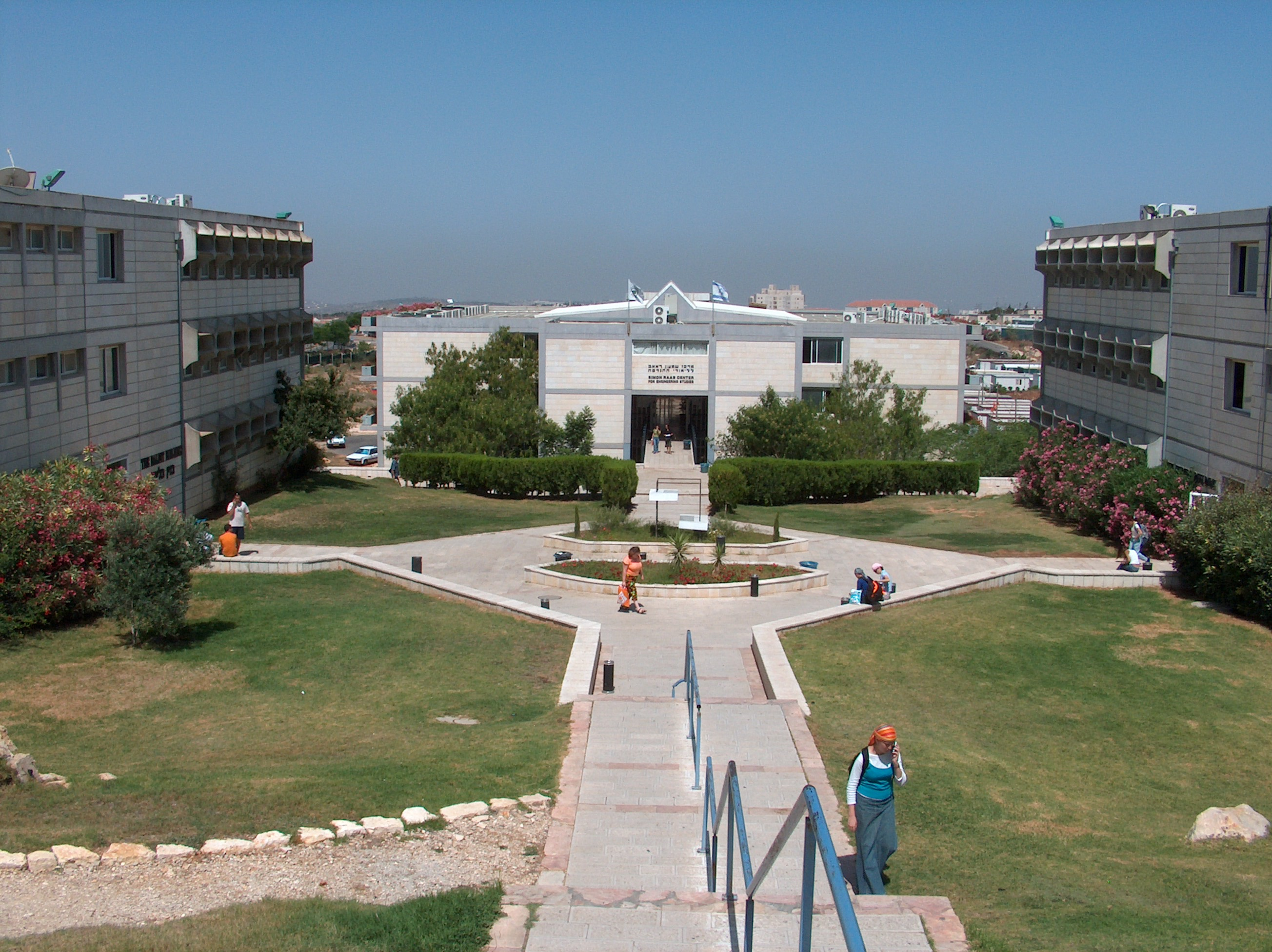
Здание Рааб
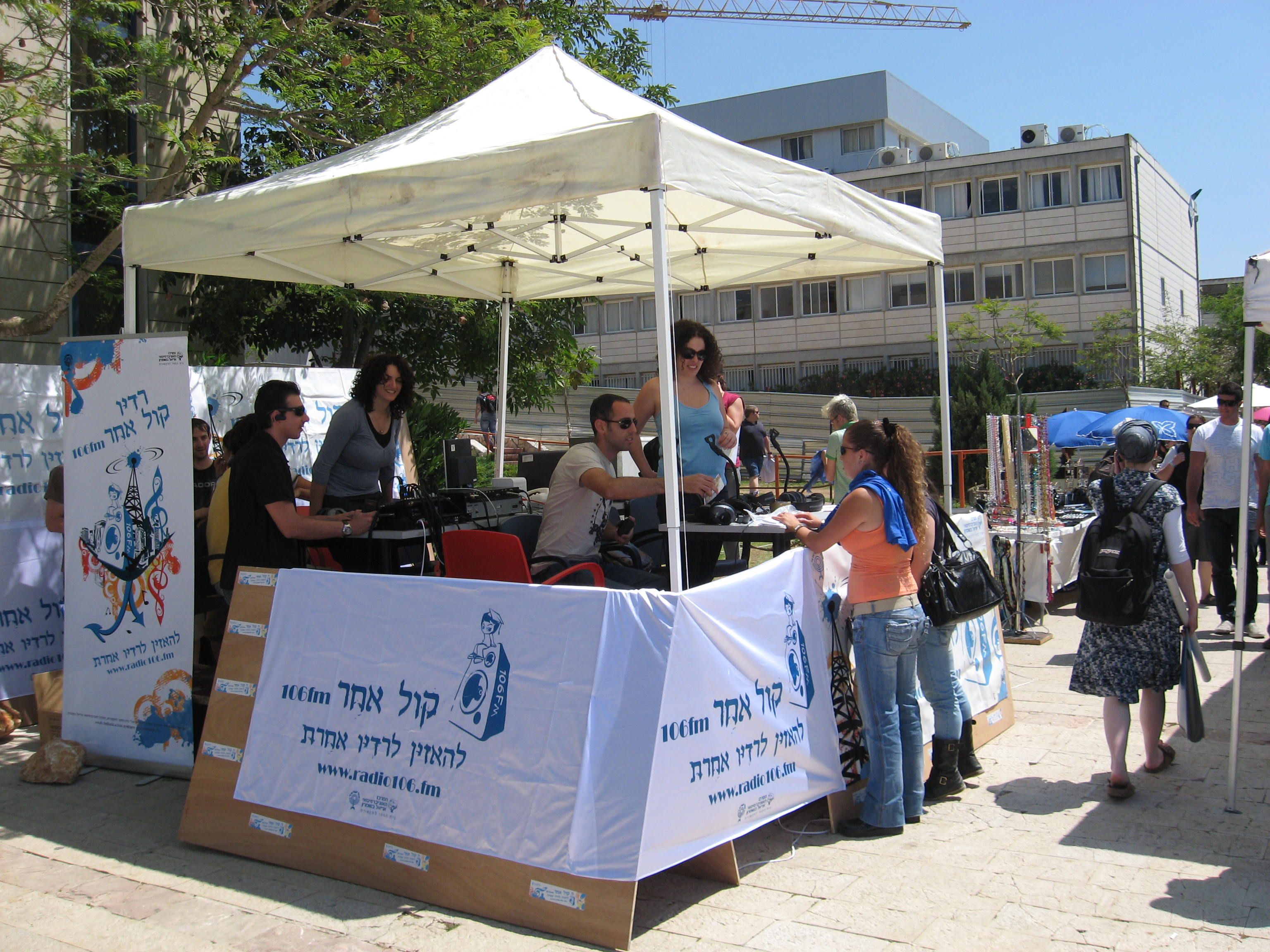
Студенты и студенческое радио
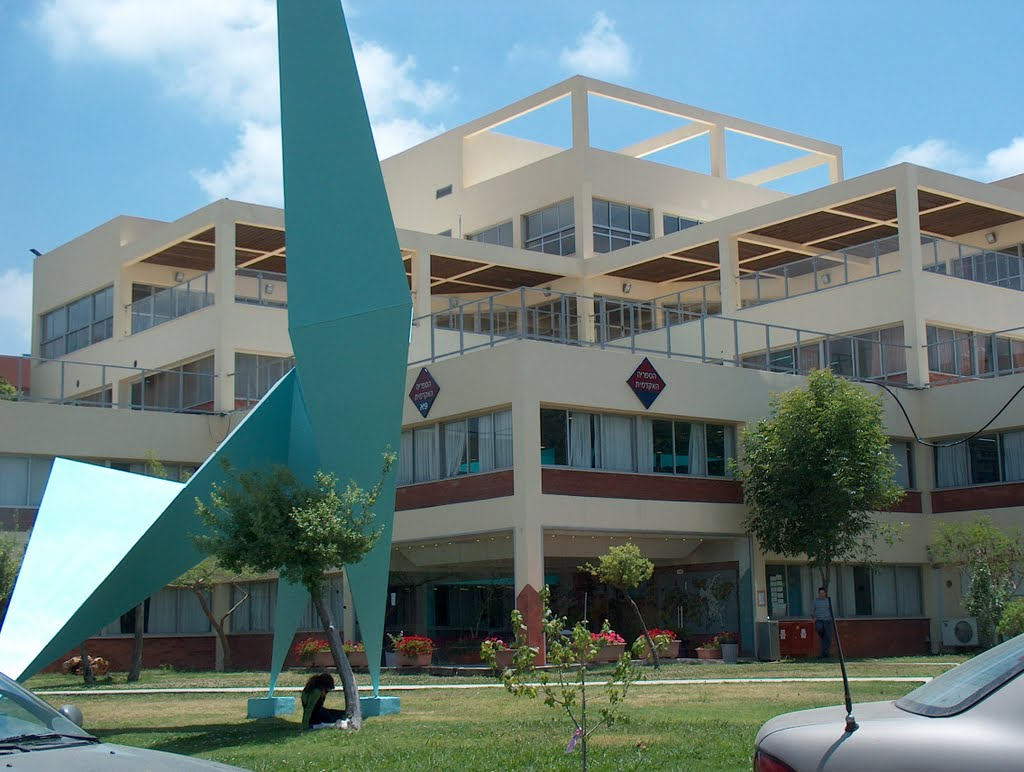
Библиотека
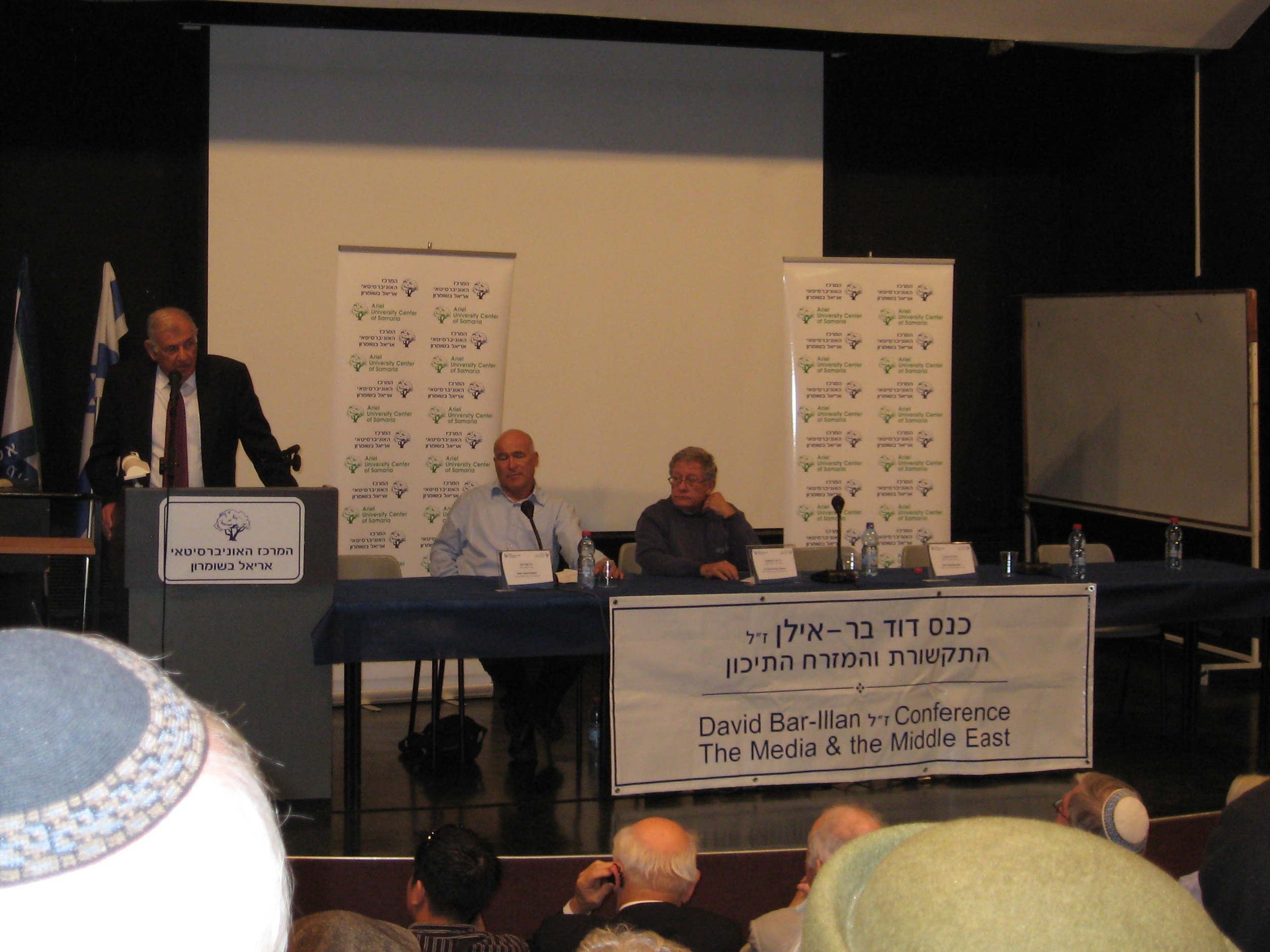
Конференция в честь Давида Бар-Илана
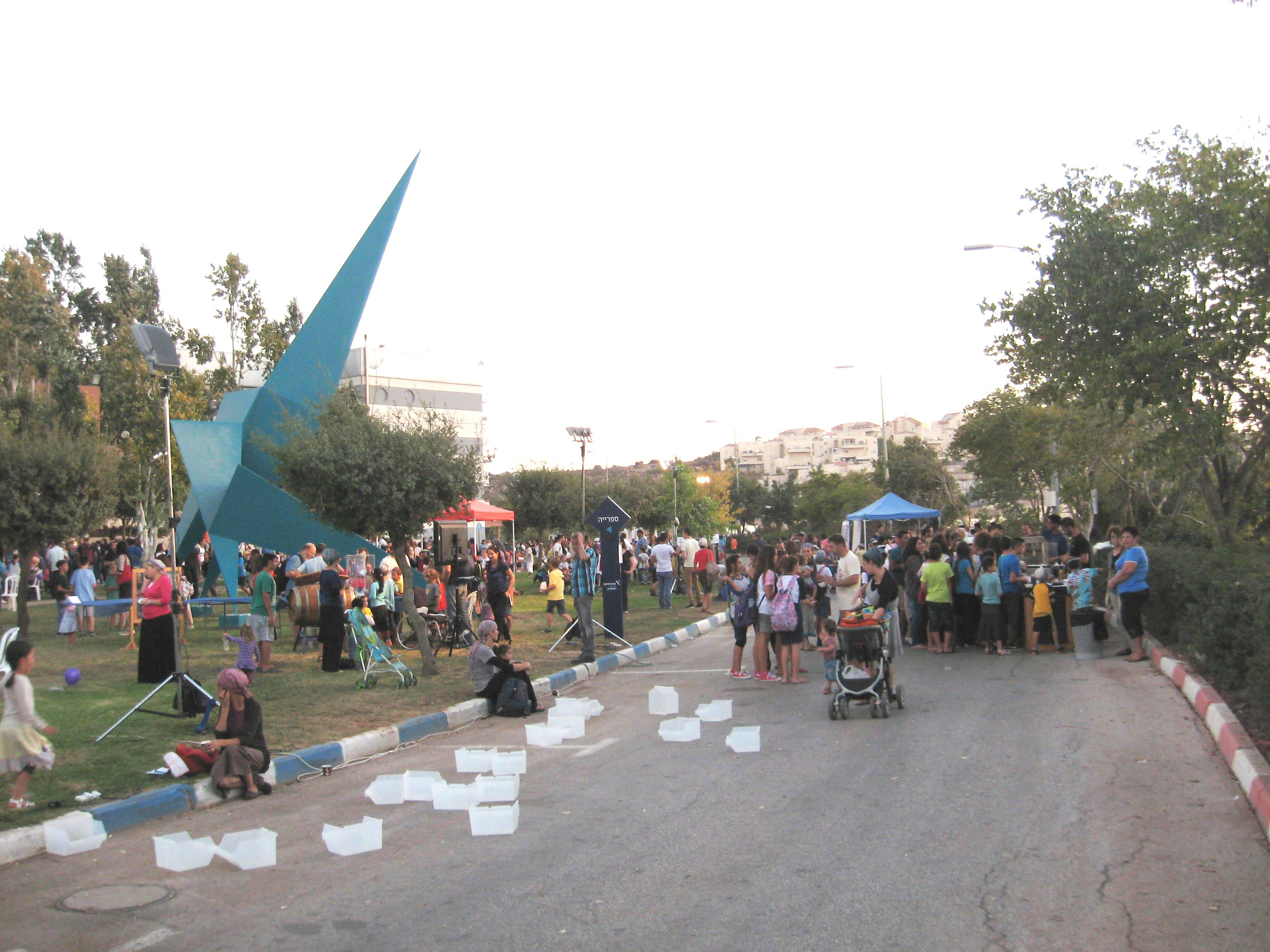
«Ночь учёных 2014» в университете
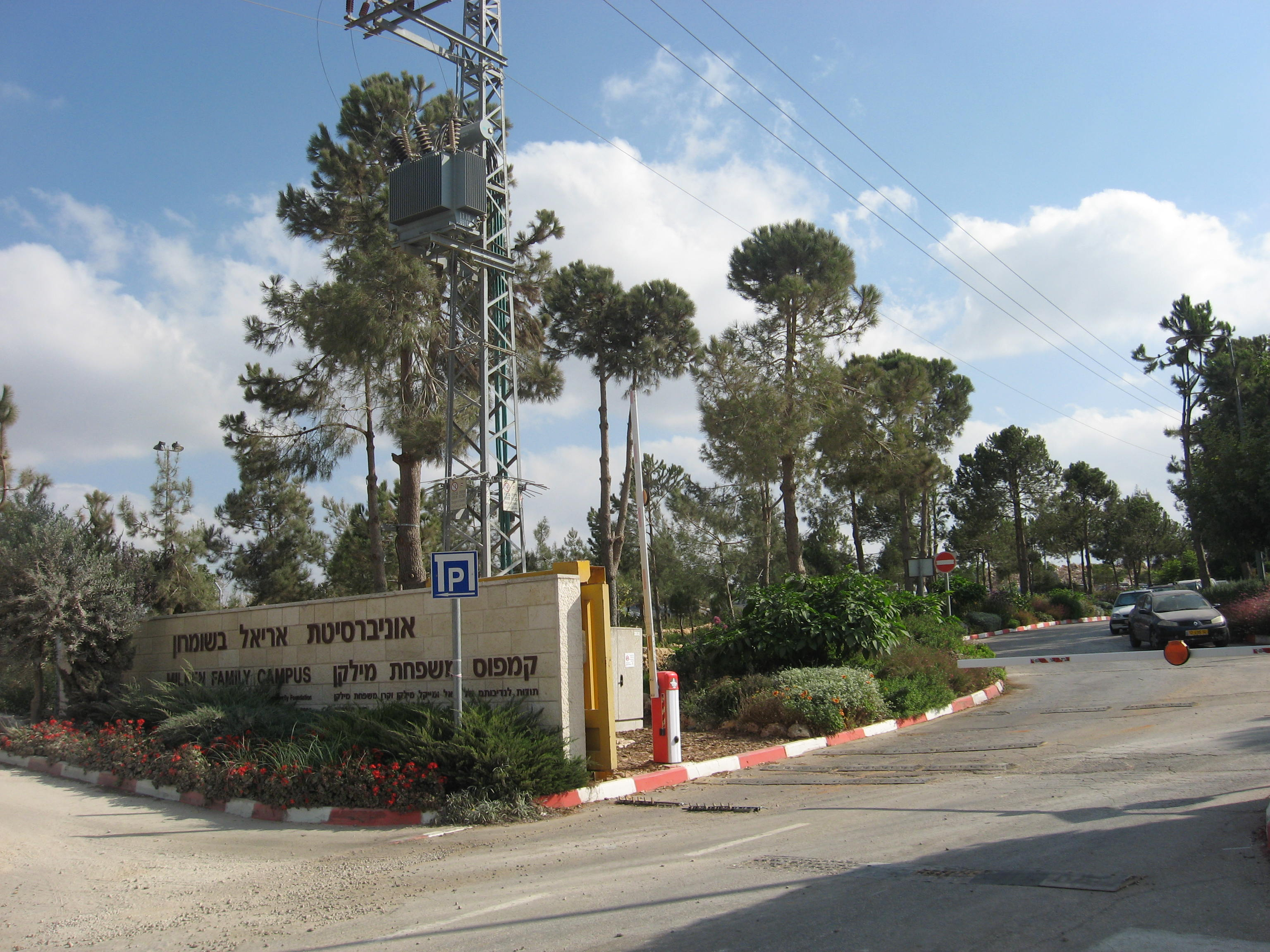
Вход в кампус Милкен (верхний кампус)
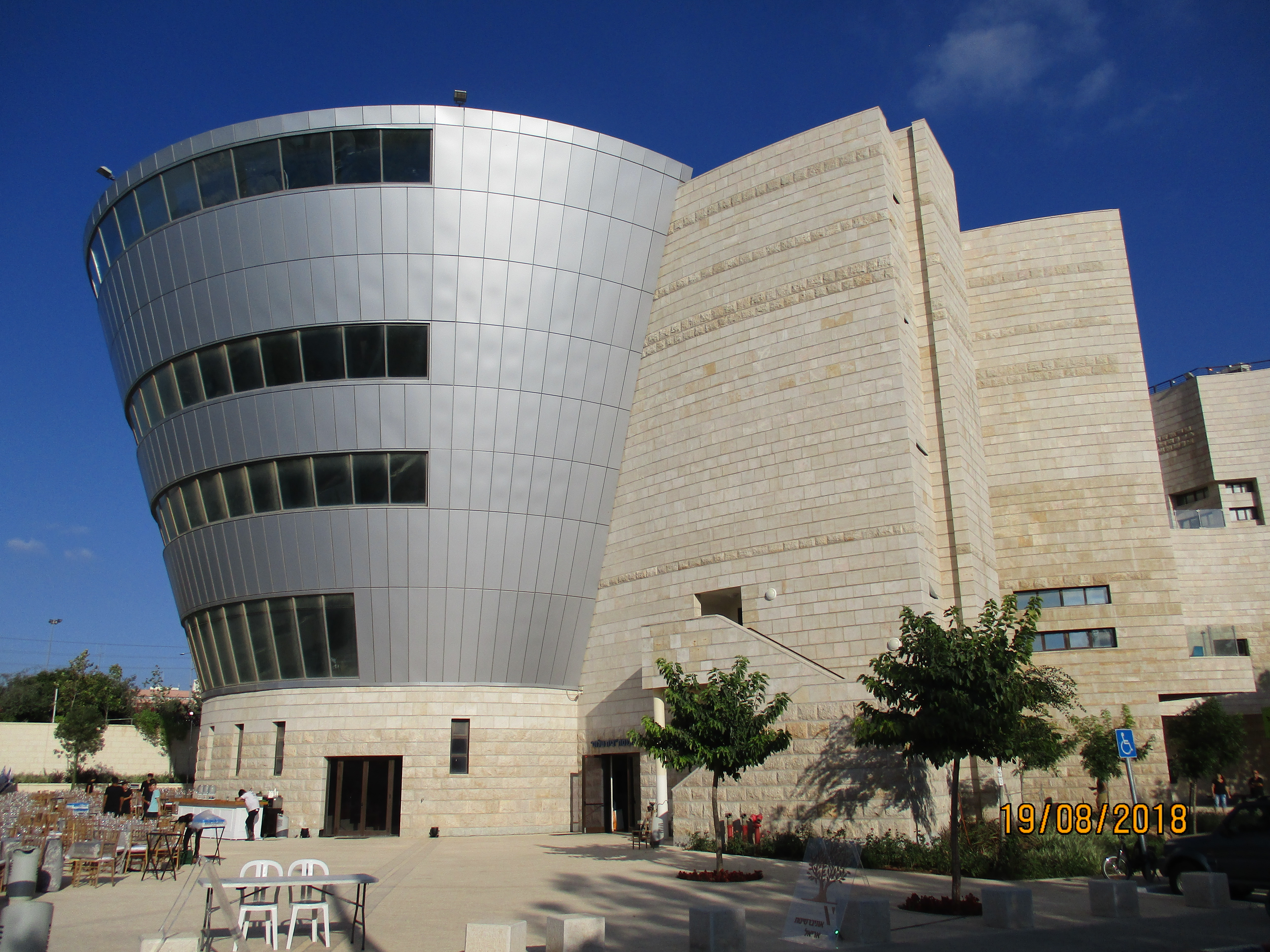
Конусообразная часть здания библиотеки

## Планы
Профессор Зиниград сообщил в 2013 году, что подходит к концу строительство здания новой библиотеки в нижнем кампусе, а также заложены здания ещё двух корпусов — факультетов общественных и естественных наук.
За счёт сделанного в 2014 году денежного пожертвования на развитие факультета наук о здоровье университет создаст региональный медицинский центр для жителей Самарии, а также откроет новые курсы по изучению трудотерапии, фармакологии и неотложной медицинской помощи.
В 2017 году комитет по планированию и бюджету в Совете по высшему образованию Израиля утвердил программу строительства десяти новых зданий, среди которых здания факультета естественных наук, факультета социальных и гуманитарных наук, медицинского факультета, ускорителя частиц, винодельни и другие.
К началу 2017 контролировался специальным Советом по Высшему образованию для Иудеи и Самарии. Планируется распространить влияние Совета по Высшему образованию Израиля на Ариэльский университет. Это позволите ему заниматься исследовательской деятельностью, а также открыть медицинский факультет

## Международное сотрудничество

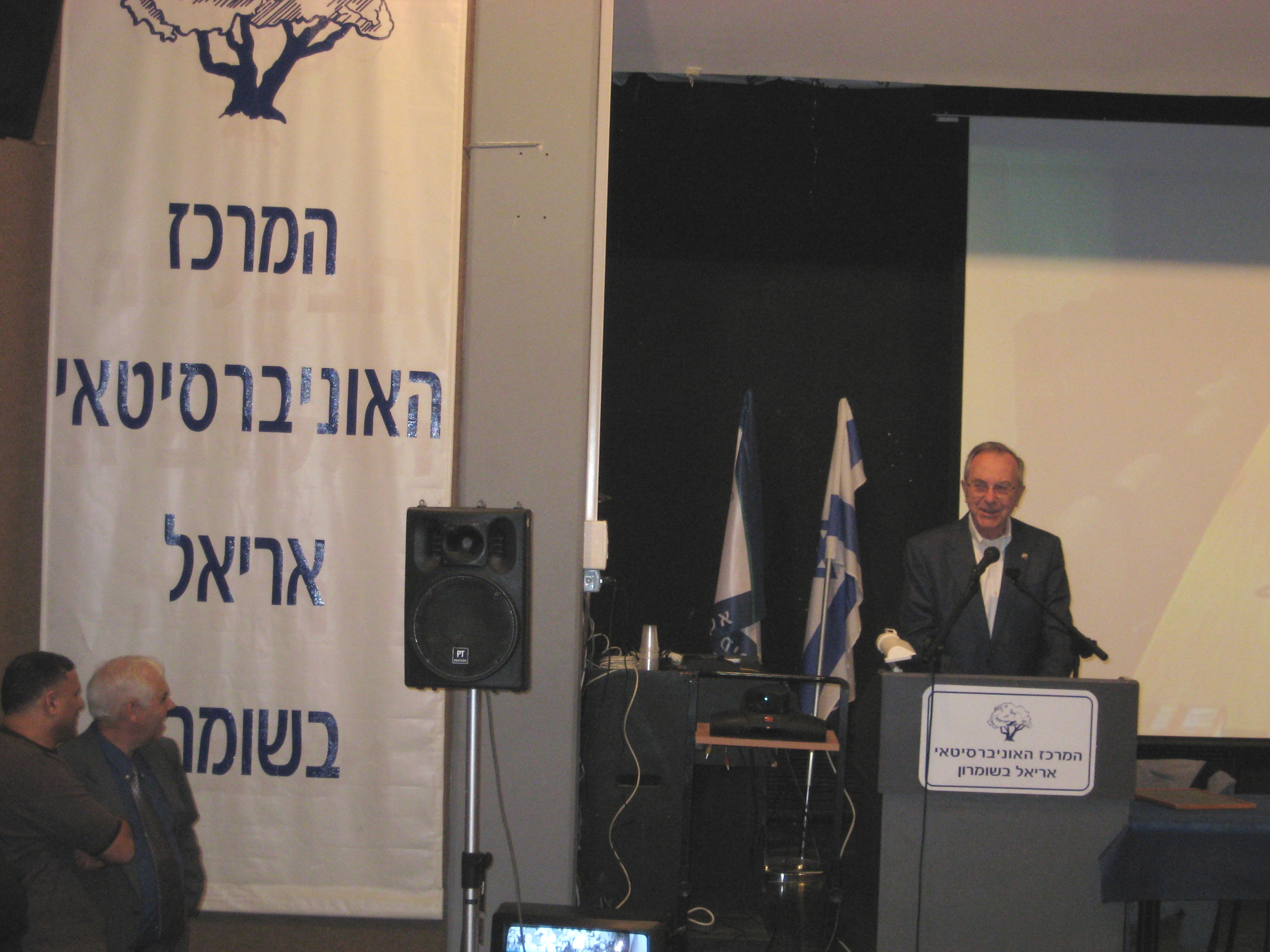
Профессор Моше Аренс, председатель Международного попечительского совета университета

Ариэльский университет сотрудничает с университетами США, России, Канады, Франции, Германии, Бразилии, Аргентины, Украины и Казахстана. В последние годы установлены особо интенсивные связи с Россией, где Ариэль имеет партнёров в университетах Перми, Екатеринбурга, Санкт-Петербурга.
В 2011 году было начато сотрудничество между инновационным центром Сколково и Ариэльским университетом при участии компании Martal Consulting LLC и Уральского федерального университета с целью создания центра «Израиль-Сколково» (Israel Skolkovo Gateway). Задачами «Израиль-Сколково» являются продвижение российских и израильских технологий и представление их инвесторам из разных стран. Сотрудничество основано на том, что в Ариэльском университете разрабатываются не только фундаментальные науки, но и «живые» технологические проекты, в которых заинтересованы в «Сколково». Сфера сотрудничества включает компьютерные технологии, энергосбережение, химические технологии.
Ариэльский университет сотрудничает с ПГТУ в организации Открытой международной студенческой Интернет-олимпиады по математике. Суперфинал Интернет-олимпиады уже несколько раз проводился в университете Ариэля.
В марте 2016 года  Ариэльский университет  установил партнёрские отношения с Йоркским институтом  развития предпринимательства из Канады, чтобы знакомить своих студентов с авторской методологией в рамках интенсивной двухнедельной программы бизнес-акселерации, впервые запущенной 7 августа 2016 года.
В 2017 году было подписано соглашение о сотрудничестве между Ариэльским университетом и НП "Кластер медицинского, экологического приборостроения и биотехнологий" Санкт-Петербурга в области различных технологий. Договор предоставит российским стартапам и инвесторам доступ к израильскому рынку, а израильским компаниям — к российскому.

## Случаи академического бойкота
В апреле 2005 года профсоюз преподавателей университетов Великобритании пытался объявить бойкот Хайфскому университету и Университету Бар-Илана, причем «Бар-Илан» обвинялся в связях с Академическим колледжем Ариэля. Однако уже через месяц профсоюз отменил бойкот.
Выступая на международной конференции, посвящённой академическим бойкотам, профессор Джеральд Штейнберг сказал, что академическая свобода является основополагающим принципом либеральной западной цивилизации. Он также объяснил, что благодаря свободному потоку идей мир добивается успехов в борьбе с голодом, рабством и другими страданиями, в то время как объявление академического бойкота и пресечение свободной полемики учёных «открывает дверь тоталитаризму, ненависти и новому смутному веку мифов и суеверий». Профессор Штейнберг полагает, что академический бойкот Израиля задуман как часть кампании делегитимации государства, и инициирован теми, кто выступает против права еврейского народа на своё государство.
Попытки бойкотировать Ариэльский университет предпринимали и некоторые израильские работники вузов. В 2011 году группа израильских профессоров подписала петицию, призывающую к академическому бойкоту Ариэльского университета, так как он находится на «оккупированных» территориях. Депутат Кнессета Отниэль Шнеллер ответил членам группы, что в университете Ариэля обучаются еврейские и арабские студенты и он является моделью моста мира, чего, однако, нельзя сказать о бойкотах. Ректор Ариэльского университета Михаил Зиниград рассказал, что после объявления бойкота учёные из разных стран поддержали университет и выразили намерение читать курсы лекций там, где некоторые израильские учёные не хотят преподавать по политическим причинам.
Председатель Совета глав университетов профессор Ривка Карми и председатель организации Профессора за сильный Израиль профессор Элиша Хаас отнеслись отрицательно к попытке академического бойкота. Однако президент Института Вейцмана профессор Даниэль Зайфман заявил, что если Академический центр в Ариэле будет официально признан университетом (что позднее и произошло), то Институт будет бойкотировать его. Предполагается, что это заявление было сделано по двум причинам: нежелания появления конкурента в виде нового университета и опасения новых академических бойкотов против израильских вузов.